# Grzegorz Russak
Grzegorz Russak (ur. 30 października 1948 w Warszawie, zm. 29 września 2018 w Rogojnach) – polski publicysta i pisarz kulinarny, kucharz, gawędziarz, myśliwy, popularyzator tradycji szlacheckiej, doktor nauk rolniczych, profesor Wyższej Szkoły Gospodarki w Bydgoszczy.

## Życiorys
Na antenie TVP2 omawiał przepisy staropolskiej kuchni łowieckiej w programie „Ostoja”. Był autorem telewizyjnego programu "Smaki Polskie" (TVP). Propagował w nim i w swoich innych wydawnictwach kuchnię myśliwską i staropolską. Na początku lat 90. XX wieku zajął się tłumaczeniem książek kucharskich o kuchni polskiej XVIII-XIX wieku w zakresie dawnych miar, które przekształcał na współczesne. Odtwarzał zapisane w nich receptury potraw. Uruchomił wzorowaną na karczmie „Rzym” drewnianą tawernę przy zamku w Pułtusku (był dyrektorem Domu Polskiego w Pułtusku w latach 1991-2002). Odtworzył łodzie zbożowe pływające w przeszłości po Narwi. Przyczynił się do popularyzowania wiedzy o polskich tradycjach flisackich oraz produkcji nalewek. Sprawował funkcję prezesa Polskiej Izby Produktu Regionalnego i Lokalnego. Był twórcą krajowego systemu Jakość Tradycja oraz długoletnim ekspertem Komisji ds. Żywności Związku Województw RP. Jego przepisy wykorzystywała w swoich publikacjach sieć handlowa Lidl.
Zmarł na zawał serca w Puszczy Boreckiej, gdzie miał domek łowiecki, spadłszy z ambony myśliwskiej podczas przygotowania paśników dla zwierząt. Pochowano go na Cmentarzu Komunalnym Północnym w Warszawie (kwatera W-VI-11).
Poświęcono mu Tablicę nr 1 w Alei Gwiazd Sztuki Kulinarnej w Ostrzeszowie.

## Wydawnictwa
Wybrana bibliografia:
- Wielka kuchnia myśliwska,
- Praktyczna kuchnia myśliwska,
- Dziczyzna na co dzień i na święta,
- Myśliwskie wędliny[1].